# 和田英男
和田 英男（わだ ひでお）は、電気/電子物理工学者。大阪工業大学工学部ナノ材料マイクロデバイス研究センター特任教授。工学博士（東京理科大学）。元防衛装備庁先進技術推進センター上席特別研究官および防衛省電子装備研究所ネットワーク元部長。元日本赤外線学会理事・執行役員。電気学会上級会員。
専門は、電気/電子物理工学・半導体工学、赤外線工学・熱電工学。

## 略歴
1980年防衛大学校理工学部電気工学科卒業後、陸上自衛隊勤務。1985年防衛大学校理工学研究科物理工学専攻修士課程修了。1988年三井金属鉱業総合研究所主任研究員。1991年東京理科大学大学院より学位授与、工学博士（東京理科大学）。1996年防衛庁技術研究本部第2研究所研究室長。2003年会計検査院事務総長官房技術参事官。2005年防衛庁技術研究本部技術情報管理課長。2008年防衛省電子装備研究所ネットワーク部長。2013年同飯岡支所長。2015年防衛装備庁先進技術推進センター上席特別研究官。2018年同庁退官。2019年大阪工業大学工学部ナノ材料マイクロデバイス研究センター特任教授。
主な所属学会は、応用物理学会、電気学会、日本赤外線学会、日本熱電学会。

## 主な研究
- マイクロフォン光音響分光法の粉体と固体への応用に関する研究[5]
- 熱電半導体デバイス応用のためのBi-Te焼結体の材料設計に対する研究[6]
- ボロメータ型非冷却赤外線センサ[7]、量子型赤外線センサ[8]の研究開発
- 赤外線窓材[9]およびDLCコーティング[10]の研究
- 赤外線画像処理を応用した目標物の探知・識別を利用した赤外線システムの開発[11]
- レーザアブレーションによるVO2[12]およびLCMOボロメータ材料の研究[13]
- 発電排熱を利用した熱電発電システムの研究[14]
- 二酸化バナジウム薄膜および赤外線スマートウィンドウに関する研究[15][16]

## 主な出展
- イノベーション・ジャパン大学見本市[17]
- 赤外線アレイセンサフォーラム[18]

## 主な受賞
- 1996年度 防衛技術論文賞
- 1999年度 防衛技術奨励賞
- 2018年度 日本赤外線学会業績賞[19]
- 2020年度 日本赤外線学会論文賞[20]
- 2023年度 電気学会基礎・材料・共通部門特別賞（論文賞）[21]
- Top Viewed Article Wiley in 2023 [22]

## 主な著書
- 1988年 Photoacoustic and Thermal Wave Phenomena in Semiconductors Andereas Mandelis (共編者) North-Holland[23]
- 2006年 防衛用ITのすべて 防衛技術ジャーナル[24]編集部(分担執筆：第11章 光波技術と光波センサ)防衛技術協会
- 2023年スマートウィンドウ（調光窓）の開発動向(分担執筆:4章4節 「MOD法（金属有機化合物分解法）を用いた二酸化バナジウム薄膜の サーモクロミックガラスへの応用」)シーエムシー出版[25]